# Program implementace podzemnice olejné v Tanzanii
Program implementace podzemnice olejné v Tanzanii (anglicky Tanganyika Groundnut Scheme nebo East African Groundnut Scheme) neboli Východoafrický plán Velké Británie na pěstování podzemnice olejné probíhal mezi lety 1947-1951. Cílem plánu byla likvidace porostu na asi 1 000 0000 akrů neobydlené plochy ve Východní Africe (na území Tanganiky – dnešní Tanzanie, Severní Rhodesie dnešní Zambie, Ňaska dnešního Malawi) za účelem získání zemědělské půdy a následné produkce 400 000 tun buráků ročně . Program však z důvodu nedostatečného průzkumu selhal a je považován za typický příklad selhání teorie modernizace, která charakter plánu ovlivnila. Teorie modernizace v kontextu rozvojových zemí představovala ideu rychlého rozvoje ekonomicky zaostalých zemí na úroveň ekonomicky a technologicky rozvinutých zemí skrze technologickou revoluci a přísun kapitálu. Ačkoliv tato teorie byla populární v 50. letech, koncem 60. let se již projevovaly její nedostatky a teorie začala být velmi kritizována . Několik projektů založených na této teorii dopadlo neúspěšně, a proto stejně jako tento projekt byly označeny jako tzv. bílí sloni. 

## Zrod myšlenky
Rozvojový program schválený britskou vládou v podstatě reagoval na světový nedostatek olejů a tuků po druhé světové válce. Původně byl projekt navržen Spojenou africkou společností, což byla dceřiná společnost firmy Unilever, která zásobovala Velkou Británii margarínem. Pro Unilever tak byla myšlenka výkupu levných buráků z Tanzanie velmi atraktivní. I britská vláda v projektu viděla velký potenciál a do Tanzanie vyslala tým expertů, kteří měli zhodnotit proveditelnost celého projektu. Tato mise byla pojmenována podle jednoho z účastníků A. J. Wakefielda, který byl tou dobou hlavním zemědělským inspektorem v Západní Indii a dříve v Tanzanii. Mise probíhala na místě po dobu 3 měsíců, kdy bylo prozkoumáno více než 10 000 km půdy ze vzduchu, vlaku či pěšky. Na základě reportu z této cesty byl program spuštěn. 

## Průběh plánu
Mezi lety 1947-1948 bylo cílem vypěstovat 56 920 tun buráků, avšak realitou se stalo pouze 1 600 tun, což stěží stačilo na uhrazení semen pro další rok. I samotné výnosy na akr podzemnice olejné byly nižší. Plán na vymýcení krajiny taktéž selhával. Místo plánovaných 150 000 akrů se podařilo vyčistit pouze 7 500 akrů. Vláda udělala chybu i při dodávce vysoce specializované techniky – traktorů. Místo 200 jich během prvního roku bylo sice dodáno 420, avšak jedna čtvrtina z nich jich vůbec nebyla použita. Vláda si totiž neuvědomila, že dodáním již použitých traktorů čelí nebezpečí jejich rozbití a následné neschopnosti techniku opravit. Několikrát se taktéž stávalo, že fungující technika stejně nebyla v provozu, jelikož její ovládání bylo příliš náročné a Afričané nebyli dostatečně proškoleni. V druhém období sklizně mezi lety 1948-1949 byl neúspěch podobný. Špatné odhady se objevovaly ve všech oblastech projektu – produktivitě, nákladech, rozloze vymýcení atd. V roce 1950 se ukázalo, že bylo vyčištěno 98 900 akrů půdy a oseto celkem asi 84 050 akrů. Tato rozloha ale tvořila méně než 10 % z původního odhadu ve zprávě Wakefielda.

## Ústup od programu
Již druhým rokem projektu, v roce 1949, bylo jisté, že plán začíná selhávat. Původně plánované náklady odhadované na 8 milionů liber se ztrojnásobily . V důsledku toho Zámořská korporace pro potraviny jmenovala pracovní tým, který v září roku 1950 vydal report o situaci projektu pěstování podzemnice olejné v Tanzanii. Tým přišel se šokujícím výsledkem. Celý projekt byl šestkrát dražší než hodnota vypěstovaných plodin. Na britské půdě proto začala probíhat diskuze, jakým směrem se bude program vyvíjet. Rozhodovalo se mezi možnostmi, zdali se projekt zcela ukončí nebo zdali dojde jen k jeho modifikaci např. k pěstování více plodin . Úplný odstup od programu si Británie však nemohla dovolit z důvodu obav ztráty své prestiže, takže od roku 1950 pokračoval program jen na 150 000 akrech v jedné části Tanzanie, kde se dále uplatňoval proces mechanizace v zemědělství a také možnost pěstování více plodin . Celkové náklady se nakonec vyšplhaly na neuvěřitelnou částku 36 milionů britských liber (původně plánováno 23 milionů). Program byl ukončen v lednu roku 1951 .

## Důvody neúspěchu
Hlavním zdrojem neúspěchu celého programu byl špatný průzkum před implementací. Ukázalo se, že pro pěstování podzemnice olejné byla vybrána nevhodná půda s nevhodným množstvím srážek (nedostatek srážek se ukázalo jako problém), byly použity nesprávné zemědělské metody a taktéž špatná technika do terénu. Nesmíme opomenout, že program nezohledňoval ani místní tradice a zvyky lidí. Jednoznačně zde chyběl pilotní projekt, který by odhalil jednotlivé nedostatky. 

## Dopady projektu na Tanzanii
Již od počátku bylo jasné, že celý program bude mít pozitivní důsledky pro budoucí vývoj Tanzanie. K přínosům se řadilo zlepšení zásob vody, komunikačních prostředků, snížení výskytu mouchy Tse-tse v zapadlých oblastech a dostupnost k dalšímu bohatství země (půda, minerály), které nebylo dosud objeveno a představovalo potenciál pro ekonomický rozvoj Tanzanie . Dále se mezi pozitiva zmiňovalo zvýšení produktivity a prosperity, zlepšení zdravotnictví a sociálního zabezpečení nebo dočasné zlepšení vlakové dopravy. 